# Старі пси
«Старі пси» (англ. «Old Dogs») — кінофільм, комедія режисера Волта Бекера. Прем'єра відбулась 25 листопада 2009 року (в Україні 10 грудня 2009).

## Сюжет
Ден (Вільямс) та Чарлі (Траволта) — старі друзі і партнери у спортивній маркетинговій компанії. Перший з них — затятий працеголік, але в душі романтик. Під час відпочинку від тяжкого розлучення у Палм Біч він імпульсивно одружується і вже наступного дня знову розлучається. Потім Ден дізнається, що став батьком двох семирічних близнюків…

## В ролях
- Джон Траволта — Чарлі
- Робін Вільямс — Ден
- Келлі Престон — Вікі
- Сет Ґрін — Ґреґ Вайт
- Коннер Рейберн — Зак
- Елла Блю Траволта — Емілі
- Метт Діллон — Лідер загону Баррі